# Chambray (textile)
Pour les articles homonymes, voir Chambray (homonymie) et Chambray.
Le chambray est un tissu textile originaire de la ville de Cambrai, dans le nord de la France. Confectionné à partir de lin ou de coton, il est apprécié pour sa légèreté, sa douceur et son aspect légèrement brillant. Connu sous le nom de "cambric" en anglais, il se distingue par son tissage particulier, qui lui confère une texture unique.

## Origines et histoire
Le chambray trouve ses origines au XVIe siècle à Cambrai, ville réputée pour son industrie textile. Son nom proviendrait de cette localité, bien que l'attribution de sa création à un certain Jean-Baptiste Cambray, tisserand présumé de la ville de Cambrai. Dès le XVIIe siècle, le chambray est exporté en Angleterre, où il influence la mode locale et inspire des variantes régionales. Le terme "cambric" devient alors un nom générique désignant des tissus fins en coton. Aux États-Unis, à partir du XIXe siècle, le mot "chambray" supplante "cambric" et désigne spécifiquement un tissu utilisé pour la confection de chemises et vêtements de travail.

## Caractéristiques et fabrication

### Composition et structure
À l'origine fabriqué à partir de lin, le chambray évolue au XIXe siècle avec l’introduction du coton, devenu la fibre dominante. Son tissage utilise un entrecroisement simple : des fils de chaîne teints (souvent en bleu) et des fils de trame blancs, produisant un effet légèrement chiné. Il est plus léger et plus souple que le denim, tout en conservant une bonne résistance.
Le chambray se distingue par sa surface lisse et son aspect légèrement texturé. Il est plus respirant que le denim, ce qui le rend idéal pour les climats tempérés et chauds. Contrairement à la batiste, un autre tissu originaire de Cambrai, le chambray est plus épais et robuste. La batiste, quant à elle, est un tissu très fin et délicat, souvent utilisé pour la lingerie, les mouchoirs et les vêtements légers.
Sa structure permet au chambray d’être teint facilement, ce qui a conduit à une large gamme de variations colorées au fil du temps. Contrairement à la batiste, qui est généralement unie et lisse, le chambray affiche un effet légèrement chiné grâce à l'utilisation de fils de couleurs différentes.

### Origines et production
Le chambray est un tissu originaire de la région de Cambrai, dans le nord de la France, historiquement tissé à partir de lin cultivé localement. Le Cambrésis, territoire agricole au climat tempéré et aux sols fertiles, s’est imposé dès le Moyen Âge comme un centre de production textile majeur, notamment grâce à la culture du lin textile. Cette plante, cultivée pour sa fibre, faisait l’objet d’un savoir-faire particulier, depuis le rouissage en eau (afin de séparer les fibres de la tige) jusqu’au teillage, au peignage, puis au filage.
Les artisans tisseurs de la région, appelés mulquiniers, étaient regroupés en confréries et jouaient un rôle important dans la régulation de la production et l’innovation textile. Ils ont perfectionné le tissage du chambray ainsi que celui de la batiste, un autre tissu fin et léger également associé à Cambrai. Contrairement à la batiste, qui nécessitait un tissage très serré, le chambray était caractérisé par une structure plus lâche, ce qui lui conférait une plus grande résistance et le rendait particulièrement adapté aux vêtements de travail.
À partir du XIXe siècle, l’introduction du coton, plus facilement transformable de manière industrielle, a partiellement remplacé le lin dans la fabrication du chambray. Le coton, une fois cardé et filé, permettait une production plus rapide grâce à l’essor des métiers mécaniques.

### Production contemporaine
Au XXIe siècle, le chambray connaît un renouveau local dans sa région d’origine. L’entreprise Jean Baptiste Cambray relance une production artisanale et locale de chambray en utilisant du lin cultivé dans le Cambrésis. À Crèvecœur-sur-l’Escaut, dans les champs situés rue des Vignes, le lin est cultivé par Alexis Drain, agriculteur cambrésien, selon des méthodes traditionnelles. La fibre est ensuite transformée localement en tissu, dans une démarche de filière courte visant à préserver le patrimoine textile régional. Cette initiative contemporaine s’inscrit dans la continuité historique du chambray cambrésien et met en valeur le retour à une production durable et territoriale.

## Différences avec le denim
Bien que souvent confondu avec le denim, le chambray s’en distingue par son tissage, son grammage plus léger et son usage.

### Tissage et structure
Le chambray est un tissu à tissage toile, où les fils de chaîne et de trame alternent régulièrement, offrant une surface lisse et uniforme. À l’inverse, le denim est un tissu sergé, caractérisé par un tissage en diagonale qui lui confère une plus grande épaisseur et une résistance accrue.
Le denim est généralement plus rigide, car son tissage sergé confère au tissu une texture plus dense et une meilleure tenue dans le temps. Le chambray, en revanche, est plus fluide et léger, idéal pour les vêtements nécessitant un certain confort et une bonne respirabilité.

### Origines et histoire
Le denim trouve ses origines à Nîmes, en France, d'où dérive son nom "serge de Nîmes". Il est conçu au XVIIe siècle, mais c'est au XIXe siècle qu'il acquiert une renommée mondiale grâce à Levi Strauss, qui l’utilise pour confectionner les premiers jeans en 1873. Son succès repose sur sa durabilité et sa robustesse, en faisant un textile idéal pour les vêtements de travail.
Alors que le chambray était porté par les classes moyennes et inférieures pour son aspect pratique et élégant, il devient rapidement un symbole de résistance et de travail manuel, notamment avec son adoption par les ouvriers, les mineurs et les cow-boys aux États-Unis.

### Usage et perception
Le chambray est souvent utilisé pour des chemises légères et respirantes, adaptées aux climats chauds. Il est prisé pour son aspect plus raffiné et polyvalent, pouvant être porté dans un cadre professionnel ou décontracté. Le denim, plus épais et rigide, est privilégié pour les jeans, vestes et vêtements de travail résistants. Aujourd’hui, ces deux tissus coexistent dans la mode contemporaine, chacun ayant ses propres applications et styles.

## Utilisations et influence dans la mode

### Mode et habillement
D’abord employé pour le linge de maison et les vêtements de tous les jours, le chambray devient un tissu populaire au XVIIIe siècle, notamment sous Louis XIV. Son usage s’étend au XXe siècle, notamment aux États-Unis, où il est adopté dans les uniformes de travail pour sa solidité et son confort. Il devient un élément clé du workwear américain et inspire des designers contemporains tels que Giorgio Armani et Ralph Lauren.

### Popularité culturelle
Le chambray a été porté par de nombreuses figures emblématiques. Des acteurs comme Steve McQueen, James Dean et Audrey Hepburn l’ont popularisé dans le cinéma, tandis que des musiciens comme Elvis Presley, Bob Dylan et Kurt Cobain l’ont intégré à leur style personnel, contribuant à son image de tissu à la fois pratique, intemporel et élégant.

## Impact environnemental et alternatives durables
Avec l’industrialisation, la production du chambray s’est principalement déplacée vers l’Asie (Chine, Inde, Turquie), soulevant des questions environnementales liées à la culture intensive du coton. Toutefois, des initiatives récentes cherchent à réindustrialiser la production en France avec des approches plus écologiques.
Une entreprise cambrésienne, Jean Baptiste Cambray, œuvre à relancer une production locale du chambray avec des fibres durables. Elle propose plusieurs variantes:
- Chambray 1.0: 100% lin cultivé dans le Cambrésis.
- Chambray 2.0: 100% coton, dont une part issue de coton biologique (la culture du coton biologique consomme 91% d’eau en moins que la culture du coton conventionnel)
- Chambray 3.0: 30% coton recyclé issu d’une économie circulaire locale, 20% coton biologique et 50% lin (production locale)
- Chambray 4.0 (en développement): mélange innovant de 50% fibres de lait (caséine) et 50% lin local.

Cette démarche vise à réduire l’empreinte carbone et à redonner à ce tissu emblématique une place de choix dans le textile français. Ce projet intègre plusieurs entreprises locales dans son processus de production: J. Toulemonde (Bondues) pour les matières premières et le fil, Bastien (Caudry) pour le tissage, Cardon Tradilinge (Cambrai) pour la confection, ainsi que Miersman et Bardusch (Cambrai) pour d'autres étapes de fabrication. Cette chaîne d’approvisionnement locale garantit une production plus durable et un savoir-faire préservé.